# Anabarhynchus boharti
Anabarhynchus boharti är en tvåvingeart som beskrevs av Lyneborg 2001. Anabarhynchus boharti ingår i släktet Anabarhynchus och familjen stilettflugor. Inga underarter finns listade i Catalogue of Life.